# Кубок Катару з футболу
Кубок Катару з футболу (араб. كأس قطر) — футбольний клубний турнір в Катарі, який проводиться під егідою Футбольної асоціації Катару.

## Історія
Турнір започаткований у 1994 році під назвою Кубок наслідного принца Катару (араб. كأس ولي العهد). Першим переможцем став «Ар-Райян». 2013 року турнір змінив офіційну назву на Кубок Катару.

## Формат
У турнірі беруть чотири кращих за підсумками чемпіонату в Q-лізі команди. Ігри починаються з півфіналів. Пари складаються таким чином: новоспечений чемпіон країни грає з командою, що зайняла четверте місце, а друга і третя команди країни грають між собою. Переможці пар грають фінальний матч, переможець якого нагороджується Кубком наслідного принца.

## Фінали
Список фіналів:
- 1995 : Ар-Райян 1–0 Аль-Арабі
- 1996 : Ар-Райян 2–0 Аль-Вакра
- 1997 : Аль-Арабі 0–0 Ар-Райян (4–3 пен.)
- 1998 : Ас-Садд 3–2 Аль-Арабі
- 1999 : Аль-Вакра 2–1 Аль-Іттіхад (д.ч.)
- 2000 : Аль-Іттіхад 0–0 Ар-Райян (9–8 пен.)
- 2001 : Ар-Райян 5–0 Аль-Арабі
- 2002 : Катар СК 2–0 Аль-Іттіхад
- 2003 : Ас-Садд 2–0 Аль-Іттіхад
- 2004 : Катар СК 2–1 Ас-Садд (с.г)
- 2005 : Аль-Хор 2–1 Аль-Гарафа
- 2006 : Ас-Садд 2–1 Катар СК
- 2007 : Ас-Садд 2–1 Аль-Гарафа
- 2008 : Ас-Садд 1–0 Аль-Гарафа
- 2009 : Катар СК 0–0 Ар-Райян (4–2 пен.)
- 2010 : Аль-Гарафа 5–0 Аль-Арабі
- 2011 : Аль-Гарафа 2–0 Аль-Арабі
- 2012 : Ар-Райян 1–1 Ас-Садд (5–4 пен.)
- 2013 : Лехвія 3–2 Ас-Садд
- 2014 : Аль-Джаїш 1–1 Лехвія (4–3 пен.)
- 2015 : Лехвія 1–0 Аль-Джаїш
- 2016 : Аль-Джаїш 2–1 Лехвія
- 2017 : Ас-Садд 2–1 Аль-Джаїш
- 2018 : Ад-Духаїль 2–1 Ас-Садд (д.ч.)
- 2019: не проводився
- 2020 : Ас-Садд 4–0 Ад-Духаїль
- 2021 : Ас-Садд 2–0 Ад-Духаїль
- 2022: не проводився
- 2023 : Ад-Духаїль 2–0 Ас-Садд
- 2024 : Аль-Вакра 1–0 Ар-Райян
- 2025 : Ас-Садд 2–2 пен. 4–3 Ад-Духаїль

## Титули
| Клуб       | Кількість перемог | Роки перемог                                         |
| ---------- | ----------------- | ---------------------------------------------------- |
| Ас-Садд    | 9                 | 1998, 2003, 2006, 2007, 2008, 2017, 2020, 2021, 2025 |
| Ар-Райян   | 4                 | 1995, 1996, 2001, 2012                               |
| Ад-Духаїль | 4                 | 2013, 2015, 2018, 2023                               |
| Катар СК   | 3                 | 2002, 2004, 2009                                     |
| Аль-Гарафа | 3                 | 2000, 2010, 2011                                     |
| Аль-Джаїш  | 2                 | 2014, 2016                                           |
| Аль-Вакра  | 2                 | 1999, 2024                                           |
| Аль-Арабі  | 1                 | 1997                                                 |
| Аль-Хор    | 1                 | 2005                                                 |